# HD 108874 c
HD 108874 c是一顆發現於2005年的太陽系外行星，位於后髮座。該行星位於母恆星的適居帶範圍之外，因此從母星接受的輻射量只有地球的15.9%。它的質量下限相當於木星，但目前不知道它的軌道傾角，無法得知可能遠大於質量下限的真實質量。它可能是有水蒸氣雲的類木行星，它的表面可能有白色的水蒸氣雲。該行星和母恆星軌道半長軸是2.68 ± 0.25，因此表面溫度可能和地球相當。

## 外部連結
- The Extrasolar Planets Encyclopedia: HD 108874 c （页面存档备份，存于）
- Extrasolar Visions: HD 108874 c